# Zhang Yanghao
Dans ce nom chinois, le nom de famille, Zhang, précède le nom personnel.
Pour les articles homonymes, voir Zhang.
Zhang Yanghao (chinois simplifié : 张养浩 ; chinois traditionnel : 張養浩 ; pinyin : Zhāng Yǎnghào), également connu sous le prénom de courtoisie de Ximeng, né en 1270 à Jinan dans la province du Shandong et mort en 1329, est un poète chinois de la dynastie Yuan.